# Peter Mark Roget
Peter Mark Roget (Soho, Londres 18 de enero de 1779 - West Malvern, Worcestershire 12 de septiembre de1869) fue un médico, físico, matemático, filólogo y teólogo inglés. Es conocido sobre todo por ser uno de los primeros en observar el fenómeno de la persistencia de la retina que posteriormente daría origen al cine. Como lexicógrafo su obra más importante es el Thesaurus of English Words and Phrases de 1852. Peter Mark Roget (1779-1869). Dio en 1824 el primer paso para la explicación científica y la realización técnica del dibujo animado, cuyo heredero inmediato es el cine.

## Biografía
En 1793, a la edad de 14 años, inició la carrera de medicina en la Universidad de Edimburgo y cinco años más tarde, en 1798, se graduó. Ya de joven, publicó estudios sobre la tuberculosis y los efectos del óxido nitroso, que años más tarde se utilizó como método para anestesiar.
Trabajó en Bristol y Mánchester y ejerció de profesor particular durante un tiempo. Más tarde, en 1808, se trasladó a Londres donde siguió revisando estudios médicos.
En 1814 inventó una regla de cálculo para encontrar la raíz y potencias de los números que formó las bases de las reglas de cálculo que serían utilizadas por las escuelas y universidades hasta la aparición de la calculadora. Más tarde intentó construir una calculadora. Miembro de la Royal Society, ejerció de secretario de 1827 en 1848.
Roget también se mostró interesado en el funcionamiento de las ópticas y en cómo se podía mejorar el calidoscopio. 

Roget, mirando a través de las separaciones horizontales de una persiana veneciana el paso de las ruedas de un carro, se sorprendió al ver que la rueda parecía avanzar sin girar. Aquel fenómeno era el mismo que tantas veces hemos visto cuando en una película del Oeste, las ruedas de la veloz diligencia, parecen avanzar sin girar o incluso girando en sentido contrario. Aunque la explicación dada por Roget de esta ilusión estaba probablemente equivocada, su consideración de la ilusión del movimiento fue importante en la historia del desarrollo del cine e influyó probablemente en la aparición del zootropo y otros precedentes del cine. Roget estudió a fondo, escribiendo fórmulas y dibujando esquemas, aquel fenómeno tan curioso, y el 9 de diciembre de aquel mismo año, 1824, hizo su comunicación científica a la Royal Society. El trabajo se titula Explicación de una ilusión óptica en la apariencia de los radios de una rueda al ser vista a través de mirillas verticales, y fue publicado en 1825 por la Royal Society.
Por otra parte también publicó numerosos documentos sobre salud mental. Rogert fue el fundador de Society for he useful knowledge health (Sociedad para la difusión del conocimiento útil)
De lo contrario fue uno de los 26 fundadores de la Medical and Chirugical Society of London, fundada en 1805. Más tarde se convertiría en la Royal Society of Medicine y haría de secretario entre el 1827 y 1848.
En 1840 se apartó de la medicina y en 1848 dejó el cargo de secretario de la Royal Society.
12 años más tarde, en 1852, publicó la primera edición de Theasurus of English Words and Prahses, una colección clasificada de términos relacionados. Se dice que su trágica vida personal marcada por una complicada salud mental lo llevó a hacer las listas de palabras que luego formarían parte del diccionario de Sinónimos. La idea de la lista de sinónimos y antónimos, si bien no era nueva, era mucho más simple y comprensible de las que se habían hecho hasta el momento. Desde el 1852, la lista de Rogert no ha dejado de imprimirse y se calcula que se han vendido alrededor de 30 millones de copias en todo el mundo.

## Vida personal
Peter Roget, era hijo de Jean Roget, un pastor protestante suizo y Catherine Romilly, hija de un próspero joyero londinense. Su padre murió de una tuberculosis pulmonar en 1783, cuando él era muy pequeño, lo que le llevó a sufrir fuertes depresiones. Desde la muerte de su padre, se fueron trasladando hasta que finalmente se establecieron en Edimburgo. 
Casado con Mary Taylor, tuvo dos hijos; John y Catherina. Tras la muerte de su mujer en 1833, no se volvió a casar. Roget vivió gran parte de su vida acompañado por la depresión. Su madre había sufrido fuertes depresiones y había probado de dominar la vida de su hijo. Tanto su hermana como su hija tuvieron varios problemas de salud mental así como su tío, que se suicidó. Su padre y su mujer también murieron jóvenes. 

Peter Mark Roget murió el 12 de septiembre de 1869 en West Malvern, Worcestershire, Inglaterra, a la edad de 90 años. Se encuentra enterrado en el cementerio de la iglesia de St James 's, Londres.

## Algunas publicaciones
- Roget, Peter Mark, Treatises on Electricity, Galvanism, Magnetism, and Electro-magnetism; Londres: William Clowes, 1832
- Roget, Peter Mark, Animal and Vegetable Physiology. Considered with Reference to Natural Theology; Bridgewater Treatises, London: W. Pickering, 1834 (reeditado por Cambridge University Press, 2009; ISBN 978-1-108-00008-6)
- Roget, Peter Mark, Thesaurus of English Words and Phrases; Londres: Longman, Brown, Green, and Longmans, 1856